# Phoenix Wright: Ace Attorney – Dual Destinies
Phoenix Wright: Ace Attorney: Dual Destinies, i Japan känt som Gyakuten Saiban 5 (逆転裁判5?  "Helomvändningsrättegång 5"), är ett visuell roman-äventyrsspel som utvecklades och släpptes av Capcom till den bärbara spelkonsolen Nintendo 3DS. Det är det åttonde spelet i hela Ace Attorney-serien, och det femte i huvudserien. Spelet utspelar sig ett år efter föregångaren Apollo Justice, och har Phoenix Wright, Apollo Justice och den nya figuren Athena Cykes som huvudfigurer.
Dual Destinies släpptes den 25 juli 2013 i Japan, och i Europa, Australien och Nordamerika via Nintendo Eshop den 24 oktober samma år. En expansion, Turnabout Reclaimed, släpptes den 15 augusti 2013 i Japan, och den 21 november samma år i Europa, Australien och Nordamerika.
En IOS-version av Dual Destinies släpptes den 7 augusti 2014 i Japan, och i Väst den 14 augusti samma år.

## Gameplay
Gameplayen bygger vidare på tidigare Ace Attorney-spel, med två sorters sektioner: Utredningar, där man genomsöker brottsplatsen, intervjuar vittnen och sin klient, och diskuterar fallet med sina medarbetare; och rättegångar, där man korsförhör vittnen, lägger fram teorier om hur brottet kan ha begåtts, och försöker bevisa sin klients oskuld.
Till skillnad från tidigare spel i serien innehåller Dual Destinies en logg så att man kan se tidigare konversationer, och flera nya system har implementerats, bland annat en anteckningsbok så att man alltid kan se sitt nästa mål under utredningar, och om man gör för många fel under ett korsförhör får man alternativet att "konsultera" sin assistent, som hjälper en på traven genom att peka ut i vilket påstående motsägelsen finns. I slutet av varje fall (utom Turnabout Countdown och The Cosmic Turnabout) får huvudpersonen en uppenbarelse och man måste visualisera och sammanställa den fakta som tagits fram under fallets gång, för att kunna dra nya slutsatser.

## Synopsis

### Struktur
Spelets handling är indelad i fem kapitel, kallade "turnabouts" (sv. "helomvändningar; ja. 逆転, "gyakuten"); i varje sådan finns ett brottsfall som spelarfigurerna Phoenix Wright, Apollo Justice och Athena Cykes utreder och försvarar sina klienter i. Dessa utspelar sig under loppet av ett år, och spelas i en bestämd och ej kronologisk ordning.

### Handling
I Dual Destinies återvänder Phoenix Wright och Apollo Justice som huvudfigurer tillsammans med den nyblivna advokaten Athena Cykes, som liksom Phoenix och Apollo jobbar på advokatbyrån Wright Anything Agency. Spelet utspelar sig ett år efter Apollo Justice: Ace Attorney, i vilket Phoenix rentvådde sitt namn efter att ha förlorat sitt yrke som försvarsadvokat.
Turnabout CountdownI spelets första fall försvarar Phoenix och Athena en barndomsvän till Athena vid namn Juniper Woods, som har blivit ditsatt efter ett sprängdåd i rättssal nummer 4, varefter bombteknikern Candice Arme återfunnits död. Apollo skulle egentligen ha haft fallet, men förklarades oförmögen efter att ha ådragit sig skador i explosionen då han skyddade Juniper. Åklagaren i fallet är Gaspen Payne, som är bror till Winston Payne, en figur från tidigare spel i serien.
The Monstrous TurnaboutI spelets andra fall försvarar Apollo och Athena borgmästare Damian Tenma som misstänks ha mördat rådman Rex Kyubi i ett låst rum. Åklagaren i fallet är Simon Blackquill, en samuraj som är dömd för mord och avtjänar sitt straff, men ändå har fått tillstånd att under övervakning fortsätta arbeta som åklagare. Fallet är det första i spelets kronologi.
Turnabout AcademyI spelets tredje fall försvarar Athena och Apollo än en gång Juniper, som misstänks ha mördat sin lärare Constance Courte på ett sätt som exakt överensstämmer med ett manus hon har skrivit. Klavier Gavin, den huvudsakliga åklagaren från Apollo Justice, hjälper till under fallet. Åklagaren i fallet är än en gång Simon Blackquill. Fallet är det tredje i spelets kronologi.
The Cosmic TurnaboutI spelets fjärde fall försvarar först Apollo och sedan Phoenix astronauten Solomon Starbuck, som misstänks ha mördat Apollos barndomsvän Clay Terran. Åklagaren är Simon Blackquill. Kronologiskt utspelar sig fallet runtomkring Turnabout Countdown, både omedelbart innan (Apollos del) och efter (Phoenix del).
Turnabout for TomorrowI spelets femte och kronologiskt sista fall måste Phoenix försvara Athena efter att hon misstänkliggjorts för mordet på Clay. Åklagaren i det här fallet är från början Miles Edgeworth, vilket är första gången han och Phoenix har mött varandra i en domstol på åtta år; sedan går det över till Blackquill.

### Huvudfigurer
Se även: Lista över rollfigurer i Ace Attorney
Phoenix Wright (成歩堂 龍一 Naruhodō Ryūichi?)Phoenix är den förste av spelets tre spelarfigurer, och är en försvarsadvokat som tillsammans med sin dotter Trucy driver den kombinerade talangagenturen och advokatbyrån Wright Anything Agency. Phoenix har förmågan att se när ett vittne döljer hemligheter för honom, i form av "Psyche-Locks". Han röstskådespelas av Takayuki Kondō på japanska och Sam Riegel på engelska.
Apollo Justice (王泥喜 法介 Odoroki Hōsuke?)Apollo är den andre av spelets tre spelarfigurer, och är en försvarsadvokat på Wright Anything Agency. Apollo har förmågan att "uppfatta" när ett vittne ljuger med hjälp av sitt armband. Han röstskådespelas av Kenn på japanska och Orion Acaba på engelska.
Athena Cykes (希月 心音 Kizuki Kokone?)Athena är den tredje av spelets tre spelarfigurer, och är en försvarsadvokat på Wright Anything Agency. Athena har förmågan att analysera känslorna i ett vittnes röst. Hon röstskådespelas av Megumi Han på japanska och Wendee Lee på engelska.
Simon Blackquill (夕神　迅 Yūgami Jin?)Blackquill är spelets åklagare, trots att han är dömd för mord och avtjänar sitt straff. Han använder sig av sina kunskaper inom psykologi för att manipulera vittnena, domaren och försvarsadvokaterna. Han röstskådespelas av Shunsuke Sakuya på japanska och av Troy Baker ("objection!"-klippet och trailern) och Travis Willingham ("silence!"-klippet) på engelska.
Bobby Fulbright (番　轟三 Ban Gōzō?)Fulbright är Blackquills övervakare, och tar över som detektiv efter Dick Gumshoe och Ema Skye i de föregående fyra spelen. Han röstskådespelas av Biichi Satou på japanska och Dave B. Mitchell på engelska.

## Utveckling
I maj 2007, en månad efter att Apollo Justice: Ace Attorney hade släppts, tillkännagav Capcom att ett femte Ace Attorney-spel producerades. Efter detta tillkännagavs inga fler detaljer rörande Ace Attorney 5; 2008 tillkännagavs ett nytt spel i serien, under projektnamnet "NEW Gyakuten NOT Saiban", men detta visade sig senare vara spinoffen Ace Attorney Investigations: Miles Edgeworth. Ytterligare två spinoff-spel, Gyakuten Kenji 2 och Professor Layton vs. Phoenix Wright: Ace Attorney, presenterades innan Ace Attorney 5 nämndes igen.
I januari 2012, nästan fem år efter att det tillkännagivits för första gången, avslöjade Capcom spelets logotyp på slutet av firandet av Ace Attorney-seriens tioårsjubileum. I september samma år avslöjade Famitsu att spelet skulle släppas till Nintendo 3DS, och att Phoenix Wright skulle vara dess huvudfigur.
Spelet har utöver det ursprungliga japanska släppet även lokaliserats för den engelskspråkiga marknaden och släppts i Europa, Australien och Nordamerika, vilket enligt Capcom var planerat sedan cirka två år innan spelet var med i Famitsu.
Seriens skapare, Shu Takumi, var inte involverad i utvecklingen av spelet, då han var upptagen med crossovern Professor Layton vs. Phoenix Wright: Ace Attorney. Istället regisserades det av Takeshi Yamazaki och producerades av Motohide Eshiro, som tidigare regisserade respektive producerade spinoffen Ace Attorney Investigations och dess uppföljare.

## Mottagande
Spelet har fått mycket positiv kritik från recensenter. Famitsu gav det 37/40, med delpoängen 10, 9, 10 och 8. Under sin första vecka var Dual Destinies det bäst säljande spelet i Japan med mer än 250.000 sålda exemplar. Den 11 december 2013 tillkännagav webbutiken Amazon.co.jp att Dual Destinies var deras tionde bäst säljande datorspel 2013, och det sjunde bäst säljande Nintendo 3DS-spelet. I Nordamerika var det det bäst säljande Nintendo Eshop-3DS-spelet i tre veckor efter lanseringen, från och med vecka 44 2013, till och med 46; veckan därpå togs förstaplatsen över av Dillon's Rolling Western.

### Utmärkelser
| År   | Pris                                                            | Resultat  | Källa  |
| ---- | --------------------------------------------------------------- | --------- | ------ |
| 2013 | Game Music Online – Best Soundtrack – Eastern                   | Nominerad | [ 17 ] |
| 2013 | IGN – Best 3DS Adventure Game 2013                              | Vann      | [ 18 ] |
| 2013 | Nintendo Life Readers' Awards 2013 – 3DS eShop Game of the Year | Vann      | [ 19 ] |

## Media

### Musik
Musiken i Dual Destinies komponerades av Noriyuki Iwadare och Toshihiko Horiyama.
Gyakuten Saiban 5 Original Soundtrack
| 1.           | Ace Attorney 5 - Prologue                           | 2:00  |
| 2.           | Courtroom Lobby ~ Prelude to the Future             | 2:42  |
| 3.           | Ace Attorney 5 - Trial                              | 2:43  |
| 4.           | Questioning ~ Moderato 2013                         | 2:15  |
| 5.           | Logic Trinity                                       | 2:07  |
| 6.           | "The Depths of the Depths of the Heart"             | 0:38  |
| 7.           | Phoenix Wright ~ Objection! 2013                    | 2:22  |
| 8.           | "Apollo Under Attack"                               | 0:19  |
| 9.           | Questioning ~ Allegro 2013                          | 2:10  |
| 10.          | Suspense 2013                                       | 1:28  |
| 11.          | Pressing Pursuit ~ Keep Pressing On                 | 2:32  |
| 12.          | Announce the Truth 2013                             | 2:11  |
| 13.          | "Breakaway"                                         | 0:29  |
| 14.          | Jingle ~ You Need to Rest at Such a Time            | 0:12  |
| 15.          | "The Monstrous Turnabout"                           | 0:40  |
| 16.          | Nine-Tails Vale ~ Home of the Yokai                 | 2:45  |
| 17.          | Mysterious! The Legend of Tenma Taro                | 2:21  |
| 18.          | Go Forth! The Amazing Nine-Tails                    | 2:49  |
| 19.          | "The Murder Commited by a Yokai"                    | 0:13  |
| 20.          | Trucy's Theme ~ Child of Magic 2013                 | 1:35  |
| 21.          | Athena Cykes ~ Let's Do This!                       | 2:21  |
| 22.          | Bobby Fulbright ~ In Justice We Trust!              | 3:05  |
| 23.          | Investigation ~ Opening 2013                        | 2:05  |
| 24.          | Detention Center ~ Elegy of the Bulletproof Glass   | 1:47  |
| 25.          | Florent L'Belle ~ I Am Beauty                       | 2:42  |
| 26.          | "The Prosecutor with Handcuffs"                     | 0:15  |
| 27.          | Simon Blackquill ~ Distorted Swordmanship           | 2:12  |
| 28.          | Apollo Justice ~ The Start of a New Chapter! 2013   | 3:28  |
| 29.          | Thought Route ~ Resonance of the Synapses           | 1:49  |
| 30.          | "Turnabout Academy"                                 | 0:22  |
| 31.          | Themis Law Academy ~ Our Precious School            | 2:20  |
| 32.          | "Athena Will Take on Your Defense"                  | 0:27  |
| 33.          | Noisy People                                        | 2:20  |
| 34.          | Suspicious People                                   | 1:56  |
| 35.          | Difficult People                                    | 1:56  |
| 36.          | Apollo Justice ~ I'm Fine!                          | 2:44  |
| 37.          | Mood Matrix ~ Commence the Psychological Analysis!  | 2:15  |
| 38.          | Running Wild - Mood Matrix ~ Get a Grip on Yourself | 2:06  |
| 39.          | "Proof of Friendship"                               | 1:01  |
| 40.          | Reminiscence ~ Wandering Heart                      | 2:24  |
| 41.          | Athena Cykes ~ Bringer of Revolution!               | 2:43  |
| 42.          | "The Gavinners - Twilight Gig"                      | 0:25  |
| Total längd: | Total längd:                                        | 77:14 |

| 1.           | "The Cosmic Turnabout"                                                   | 0:27  |
| 2.           | Yuri Cosmos ~ Head of the Center of the Cosmos                           | 3:22  |
| 3.           | Robot Laboratory ~ The Past That Doesn't Disappear                       | 3:44  |
| 4.           | "Turnabout for Tomorrow"                                                 | 1:46  |
| 5.           | Investigation ~ Examination                                              | 2:02  |
| 6.           | Pearl Fey ~ With Pearly 2013                                             | 1:45  |
| 7.           | Chains of the Heart ~ Psyche-Lock 2013                                   | 1:30  |
| 8.           | "A Magnificent Visitor"                                                  | 0:44  |
| 9.           | Miles Edgeworth ~ Great Revival 2013                                     | 2:55  |
| 10.          | Reminiscence ~ Sad Memories                                              | 3:15  |
| 11.          | Investigation ~ Core 2013                                                | 2:55  |
| 12.          | Illegal of Destiny                                                       | 2:04  |
| 13.          | "For Those I Will Protect"                                               | 0:24  |
| 14.          | The Dark Days of the Law                                                 | 3:32  |
| 15.          | Phantom ~ UNKNOWN                                                        | 4:52  |
| 16.          | Pressing Pursuit ~ Keep Pressing On / Variation                          | 2:28  |
| 17.          | Won the Case! ~ Everyone's Victory                                       | 1:53  |
| 18.          | Ace Attorney 5 ~ End                                                     | 10:11 |
| 19.          | "Countdown to the Future"                                                | 1:31  |
| 20.          | "Turnabout Great Pirates"                                                | 0:57  |
| 21.          | Shipshape Aquarium ~ A Refreshing Sea                                    | 3:13  |
| 22.          | Cap'n Orla's Swashbucklers ~ Adventures Across the Seven Seas            | 2:47  |
| 23.          | "Swashbuckler Spectacular Song" ~ The Sea of Adventure Is Here           | 0:45  |
| 24.          | "Swashbuckler Spectacular Song" ~ The Writer Who Snatches Away the Truth | 0:39  |
| 25.          | Reminiscence ~ Departure from Regret                                     | 2:25  |
| 26.          | Pursuit ~ Demo PV Version (Bonus Track)                                  | 1:11  |
| 27.          | Pursuit ~ Last Promotion Version (Bonus Track)                           | 2:41  |
| Total längd: | Total längd:                                                             | 65:58 |

### Art book
En art book med concept art och annan konst från spelets produktion har givits ut. En engelskspråkig version planeras ges ut av Udon Entertainment i juli 2015; i samband med detta planeras även ett nytryck av de tre första Ace Attorney-spelens art book att ges ut.
[uppföljning saknas]